# Bussière-Saint-Georges
Bussière-Saint-Georges is een gemeente in het Franse departement Creuse (regio Nouvelle-Aquitaine) en telt 184 inwoners (1999). De plaats maakt deel uit van het arrondissement Guéret.

## Geografie
De oppervlakte van Bussière-Saint-Georges bedraagt 21,7 km², de bevolkingsdichtheid is 8,5 inwoners per km².

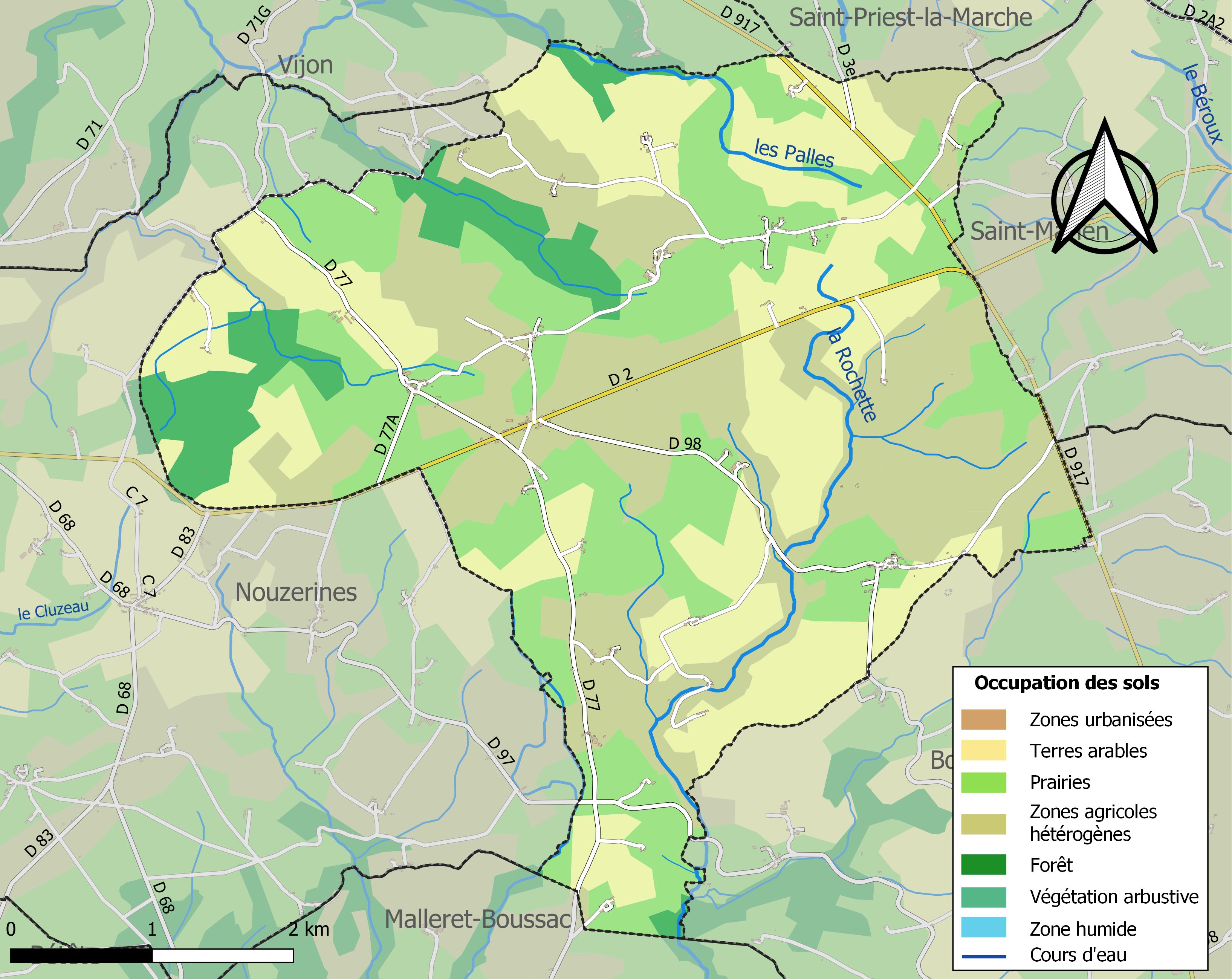
Kaart van de gemeente met de belangrijkste infrastructuur, bodemgebruik en omliggende gemeenten

## Demografie
Onderstaande figuur toont het verloop van het inwonertal (bron: INSEE-tellingen).